# Prionospio coorilla
Prionospio coorilla är en ringmaskart som beskrevs av Wilson 1990. Prionospio coorilla ingår i släktet Prionospio och familjen Spionidae. Inga underarter finns listade i Catalogue of Life.